# Вара-де-Рей
Вара-де-Рей (ісп. Vara de Rey) — муніципалітет в Іспанії, у складі автономної спільноти Кастилія-Ла-Манча, у провінції Куенка. Населення — 631 особа (2010).
Муніципалітет розташований на відстані близько 160 км на південний схід від Мадрида, 75 км на південь від Куенки.
На території муніципалітету розташовані такі населені пункти: (дані про населення за 2010 рік)
- Ель-Сімарро: 7 осіб
- Вара-де-Рей: 620 осіб
- Вільяр-де-Кантос: 4 особи

## Демографія
Динаміка населення (INE ):